# Union mondiale de la femme pour la concorde internationale

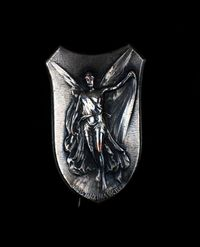
Emblème de l'Union mondiale de la femme (UMF). Il représente la Victoire de l'Olympie et porte la devise : « Nobis maxima victoria "à nous la plus haute victoire, celle de l'amour sur la haine » (UMF, Marguerite Nobs, Étapes vers la paix un effort féminin, Genève 1960)

 (mai 2015).
Si vous disposez d'ouvrages ou d'articles de référence ou si vous connaissez des sites web de qualité traitant du thème abordé ici, merci de compléter l'article en donnant les références utiles à sa vérifiabilité et en les liant à la section « Notes et références ».
L'Union mondiale de la femme pour la concorde internationale (UMF) a été fondée le 9 février 1915 à Genève par l’Américaine Clara d'Arcis avec la collaboration de 35 autres femmes de diverses nationalités.
L'UMF était une association politique et interconfessionnelle qui promouvait la paix à travers le développement de la responsabilité et de l’effort personnel, dans le but d’aboutir à une évolution des consciences. Cette union avait pour objectif principal d'éviter la guerre.

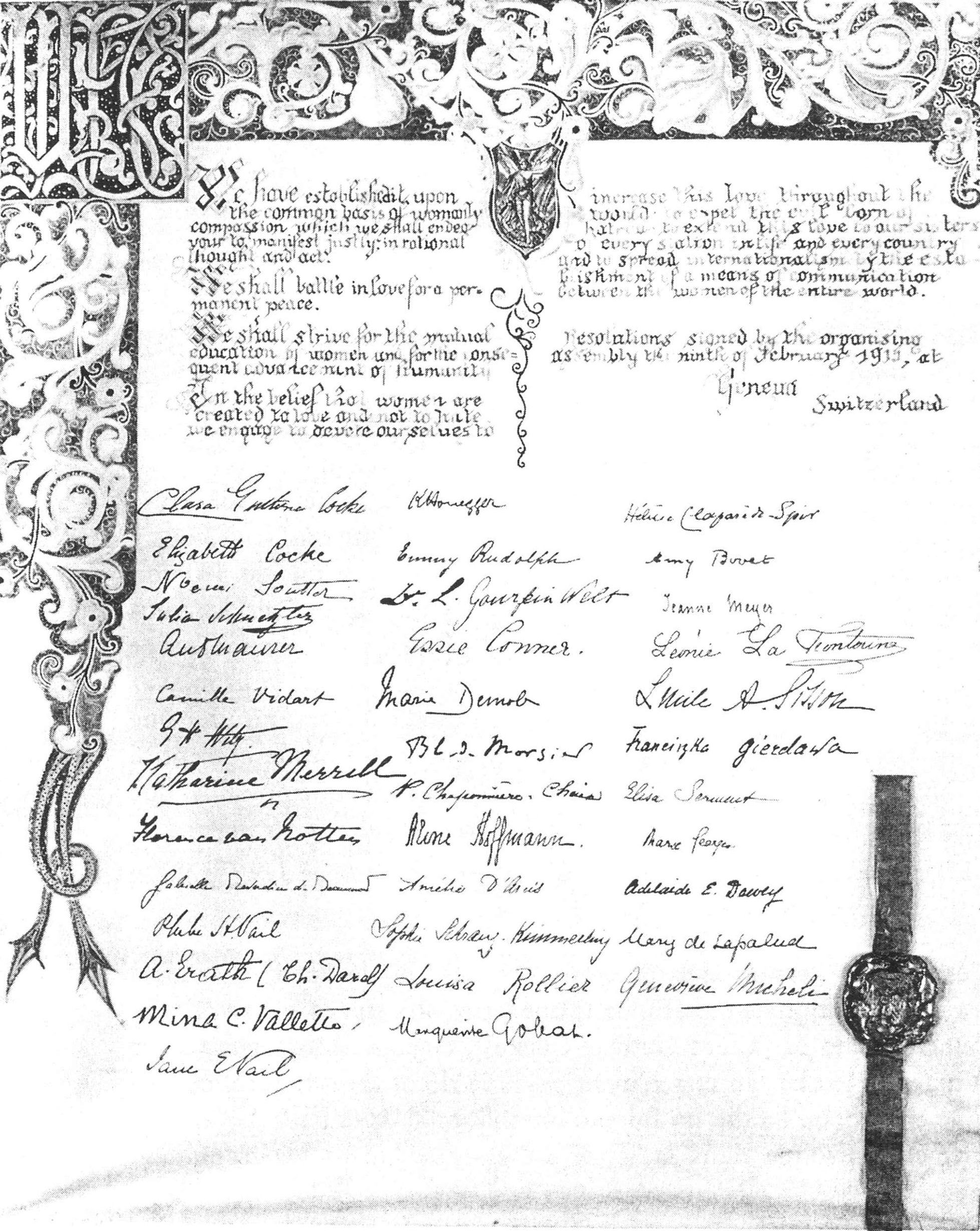
Acte de fondation de l'Union mondiale de la femme pour la concorde internationale, où on reconnaît la signature de Marguerite Gobat tout en bas

## Contexte
Dès le début de la première guerre mondiale il y eut un grand élan des femmes vers la paix.
Clara d’Arcis soutenue par Camille Vidart, française établie à Genève, convoqua à Genève, un mois et demi après la déclaration de guerre, un groupe de femmes qui s’étaient distinguées par leurs œuvres ou leurs actions. Leur objectif était de lutter contre la guerre. Le groupe formé autour de Clara d’Arcis aboutit à la conclusion que la guerre est le produit de consciences peu ou mal éduquées. La paix, selon elles, demandait de modifier les bases de l’éducation.

## Chronologie

### Début du mouvement
Le mouvement de Genève lance le 1er décembre 1914 des appels dans des journaux allemands et français et envoie des lettres circulaires, par dizaines de milliers dans divers pays. Bien qu’en plein conflit, ces appels aux femmes du monde entier furent publiés dans la presse et reçurent un accueil positif des deux belligérants, ainsi que de Suisse et d’ailleurs. Fort de ce soutien, l’UMF fut créé officiellement à Genève le 9 février 1915 en la salle centrale de la Madeleine. Une déclaration de principes fut signée lors de cette assemblée constitutive. Le principe adopté par le mouvement consistait en ce que son travail soit la somme du travail de chacun de ses membres, et non pas celui d’un organe représentatif national ou international, tous les membres étant directement reliés au Centre de Genève.[réf. nécessaire]
En 1914, une intervention sociale pour la paix était une initiative nouvelle et pouvait sembler osée. On peut considérer que l’UMF a été le premier grand mouvement féminin à se consacrer entièrement à la paix.[Interprétation personnelle ?]
En juillet 1915, Lord Cecil, pacifiste américain, invita Clara d’Arcis et Camille Vidart à participer à son congrès à San Francisco et à faire une tournée de conférences pour présenter le travail de l’UMF. Clara d’Arcs ne put se rendre aux États-Unis en novembre 1915, époque où le mouvement pacifiste avait perdu du terrain face à la montée de la guerre. En effet, si la Suisse restait ouverte au pacifisme, le reste du monde était plus difficile à atteindre sur ce sujet.
En 1916, le Comité de l’Union, poursuivit son entreprise de sensibilisation des femmes de toutes conditions. Pour ce faire, un premier programme d’action présenté sous forme de « Règles applicables dans la vie de chaque jour » fut établi. Y contribuèrent des femmes connues dont Ellen Key, Jane Addams, Selma Lagerlöf et Olga Masaryk (cs). Ce « code » fut utilisé pour organiser des entretiens et des conférences dans toute la Suisse. À la suite de cela, les adhésions au mouvement augmentèrent et atteignirent 7 000 membres individuels en Suisse au début de 1918.

#### Pendant la première guerre mondiale
Pendant la première guerre mondiale, l’UMF maintint son cap, pensant : « qu’un monde nouveau exigeait une mentalité nouvelle et que même dans un monde fanatisé par la haine, il importait de faire courageusement la guerre à la guerre en défendant la raison ».
Malgré la méfiance que soulevait le pacifisme en pleine période de guerre, Clara d’Arcs réussit à communiquer son point de vue à toute une élite féminine aux États-Unis, en Suisse et ailleurs. On vit alors de nombreux groupes se former aux États-Unis dans le cadre de clubs féminins. Par ailleurs, des sections de l’UMF furent créées en Hollande, en Norvège et en Suède. En Suisse, le Centre de Genève reçu de nombreuses nouvelles adhésions dont celle de hautes personnalités comme le pape Benoit XV.
L’UMF fit aussi face à de nombreuses critiques et attaques. La présidente de l’Union ainsi que d’autres membres subirent des ennuis dans leur vie professionnelle et dans leurs affaires commerciales. Cela engendra quelques défections mais n’ébranla cependant pas le mouvement. 
Les détresses engendrées par la guerre amenèrent l’UMF à apporter son soutien aux activités de secours. Elle inspira la création de nouveaux services au sein du Comité international de la Croix-Rouge (CICR) et  participa à la création de l’Union internationale de secours aux enfants (en), qui bénéficia par la suite une reconnaissance internationale.

#### L'après-guerre
Dans les vingt années qui suivirent la première guerre mondiale, le projet de l’UMF pour la paix dans le monde reçut un meilleur accueil. Après avoir consulté des femmes à haute responsabilité de nombreux pays, l’UMF rédigea, en 1920, 14 « principes » destinées à être utilisées dans la vie quotidienne, venant compléter le « code d’action » élaboré au début de son activité. Ce code demeura un axe de travail pour l’UMF pendant la durée de son existence. Il reçut l’approbation de la Société des Nations et fut ensuite adopté par divers groupements.
Des mouvements liés à l’UMF furent créés dans 17 pays à la suite de tournées internationales effectuées par les dirigeantes du mouvement. Des associations féminines s’affilièrent à l’UMF ou prirent exemple sur ses principes (associations d’institutrices, union et clubs féminins, association des femmes saxonnes, association des femmes ukrainiennes, etc.).
Par ailleurs, l’UMF créa des liens constructifs et étroits avec la Société des Nations (SDN) et elle mena une campagne pour l’entrée de la Suisse dans la Société des Nations. 
L’UMF mena une activité auprès de la Société des Nations et du Bureau international du travail (BIT) présentant et soutenant des requêtes émanant de personnes, groupes et minorités nécessitant de l’aide dans une situation politique et sociale instable. Par exemple, en 1923, l’UMF a plaidé le cas de mères allemandes en extrême difficulté face aux répercussions de la guerre. En 1925, elle soutient les mouvements minoritaires d’Europe, les minorités roumaines entre autres.

## Sources, références et notes
1. 1 2  Bibliothèque de Genève, « Archives de l'Union mondiale de la femme pour la concorde internationale », sur w3public.ville-ge.ch, 2014 (consulté le 15 mai 2015).
2. ↑  « Vidart, Camille » dans le Dictionnaire historique de la Suisse en ligne. consulté le 16 mai 2015
3. 1 2 3 4  Marguerite Nobs, Étapes vers la paix un effort féminin, Genève, Union mondiale de la femme pour la concorde internationale, 1960, 55 p.